# Frederick Forsyth
Frederick Forsyth (født 25. august 1938 i Ashford, Kent, England, død 9. juni 2025) var en engelsk forfatter.
Frederick Forsyth blev efter at have gjort tjeneste som pilot i Royal Air Force journalist. Hans første bog handlede om Biafrakrigen. Derefter blev han en kendt thrillerforfatter.[kilde mangler]
Hans første roman handler om et mordforsøg på den franske præsident Charles de Gaulle. Den vandt Edgar Allan Poe-prisen (en) for bedste roman, blev filmatiseret i 1973 og gav øgenavnet "Sjakalen" til terroristen Ilich Ramírez Sánchez.